# لوکاس کانیایزارس
لوکاس کانیایزارس (انگلیسی: Lucas Cañizares؛ زادهٔ ۱۰ مهٔ ۲۰۰۲) بازیکن فوتبال اهل اسپانیا است.
وی همچنین در تیم ملی فوتبال زیر ۱۷ سال اسپانیا بازی کرده‌است.

## زندگی شخصی
لوکاس فرزند دروازه‌بان اسبق رئال مادرید، والنسیا و تیم ملی اسپانیا، سانتیاگو کانیایزارس است.